# 오타니 미오
오타니 미오(일본어: 大谷 未央, 1979년 5월 5일 ~ )는 일본의 은퇴한 여자 축구 선수로 과거 포지션은 공격수였다.

## 국가대표팀 경력
그녀는 2000년 5월 31일 오스트레일리아과의 경기에서 일본 국가대표팀에 데뷔했다. 2001년 AFC 여자 축구 선수권 대회 준우승, 2002년 아시안 게임 동메달 획득에 기여. 2003년과 2007년 FIFA 여자 월드컵, 2004년 하계 올림픽에도 출전했다. 그녀는 2007년까지 국제 A매치 73경기에 출전하여 31득점을 넣었다.

## 통계
| 일본 | 일본 | 일본 |
| 연도 | 출전 | 득점 |
| ---- | ---- | ---- |
| 2000 | 5    | 0    |
| 2001 | 11   | 9    |
| 2002 | 10   | 2    |
| 2003 | 14   | 13   |
| 2004 | 10   | 7    |
| 2005 | 7    | 0    |
| 2006 | 9    | 0    |
| 2007 | 7    | 0    |
| 통산 | 73   | 31   |